# Eeo Store
eeo Store（イーオストア）は、株式会社A3が運営するアニメグッズ・キャラクターグッズのオンラインショップである。取り扱っている商品はA3が企画・製造した商品が中心であり、一般的なホビーグッズ店などでは販売されていないものが多い。
2015年に株式会社A3の小売店舗として東京・池袋にA3ストアを開店。2021年6月よりオンラインショップのeeo Storeをオープンし、実店舗でしか購入できなかった商品をインターネット経由で注文できるようになった。

## オリジナルブランド

### Graffart
Graffart（グラフアート）はgraffiti(落書き)とartを掛け合わせの落書きタッチで描かれたオリジナルシリーズである。

### BeauCon
BeauCon（ビューコン）は「Beauty」と「コンテンツ」の組合せを意味したオリジナルブランドである。

### TaleArt
TaleArt（タレアート）は俳優や声優、Youtuberなど3次元のタレントをイラスト化したオリジナルブランドである。

## 店舗
オンラインショップのほか、以下の店舗も運営する。
Shop池袋本店
東京都豊島区東池袋1丁目25-14 アルファビルディング 1Ｆ
CAFE
東京都豊島区南池袋1丁目9-21 JK7ビル 1F
POPUP Store
東京都豊島区東池袋1丁目50-35 P’PARCO 3F